# 縣廳通停留場
縣廳通停留場（日语：／ Kenchou-dori teiryūjō */?），又稱縣廳通電車站，是位於岡山縣岡山市北區表町、丸之內和內山下，屬於岡山電氣軌道東山本線的電車站。車站編號為H05。

## 歷史
- 1927年（昭和2年）9月26日 - 城下[1]至榮町口之間開設 相生橋筋站。
- 1935年（昭和10年）8月13日 - 電車站改名為內山下停留場（第2代）[2]。
- 1970年（昭和45年）11月1日 - 電車站改名為縣廳通站。
- 2001年（平成13年）〜2003年（平成15年） - 電車站改名為縣廳通停留場。

## 電車站構造
本站建在共用行車道上，並設有2面2線的相對式低地台月台。在內山下路口北邊為東山方向月台，南邊為有岡山站前方向月台

## 電車站周邊
- 岡電巴士、兩備巴士、宇野巴士（日语：宇野自動車）「中銀本店前」巴士站
- 岡電巴士、宇野巴士「中銀本店西」巴士站
- 岡山縣道27號岡山吉井線（日语：岡山県道27号岡山吉井線）（城下筋）
- 岡山縣廳（日语：岡山県庁）
- 岡山縣立圖書館（日语：岡山県立図書館）
- 天滿屋（日语：天満屋）岡山本店
- 天滿屋巴士站（日语：天満屋バスステーション）
- 宇野自動車（日语：宇野自動車）總部、表町巴士中心（日语：表町バスセンター）
- 日本銀行岡山分店
- 中國銀行總店
- 紅葉銀行岡山分店
- 岡山信用金庫（日语：おかやま信用金庫）內山下分店
- JTB岡山分店
- 岡山表町商店街（日语：岡山表町商店街）
- Renaiss Hall（日语：ルネスホール）（舊日本銀行岡山分店）
- 宇野表町停車場（日语：宇野不動産）
- 宇野內山下停車場（日语：宇野不動産）
- 大本組（日语：大本組）
- 中國電力岡山分社

## 相鄰電車站
岡山電氣軌道
■東山本線
城下（H04）－縣廳通（H05）－西大寺町（H06）

## 注腳
1. ↑  後來上之町站，1968年（昭和43年）6月1日廢止。與現在的城下停留場相異。
2. ↑  《日本鉄道旅行地図帳11号中国・四国》，新潮社，2009年，ISBN 978-4-10-790029-6 。車站位於第1代內山下站於1912年（明治45年）開通當時位置靠近終點0.2公里處。該車站在1921年（大正10年）7月18日改名為榮町口站，在1945年（昭和20年）3月1日暫停營業。後來，電車站於1950年（昭和25年）6月20日復活，同年9月1日再度停業。最後在1968年（昭和43年）8月29日廢止。

## 外部連結
- 岡山電気軌道株式会社 電車事業部（路面電車） （页面存档备份，存于）（日語）